# Opharus procroides
Opharus procroides är en fjärilsart som beskrevs av Walker 1855. Opharus procroides ingår i släktet Opharus och familjen björnspinnare. Inga underarter finns listade i Catalogue of Life.